# Tiếng Oirat Torgut
Torgut hay Torghud là một phương ngữ tiếng Oirat được nói ở Tân Cương, miền tây Mông Cổ và miền đông Kalmykia (là cơ sở cho tiếng Kalmyk, ngôn ngữ tiêu chuẩn văn học của khu vực này). Do đó, nó có nhiều người nói hơn bất kỳ phương ngữ Oirat nào khác. Torgut được nghiên cứu nhiều hơn những phương ngữ Oirat khác được sử dụng ở Trung Quốc.

## Phân bố
Phương ngữ Torgut được nói ở miền đông Kalmykia thuộc Nga, huyện Bulgan thuộc tỉnh Khovd ở Mông Cổ và khu tự trị Tân Cương của Trung Quốc, chủ yếu ở ba khu vực riêng biệt ở phía tây bắc. Sečenbaγatur và cộng sự đưa ra một danh sách đầy đủ các khu vực Tân Cương nói tiếng Oirat (trong nhiều trường hợp là Torgut), bao gồm cả một số nơi ở phía đông bắc Tân Cương: các châu tự trị Bayangol và Bortala, các huyện Hoboksar và Dörbiljin và thành phố Ô Tô ở địa khu Tháp Thành, các huyện Küriye, Tekes và Nilka ở châu Ili, địa khu Altay, địa cấp thị Hami, châu Xương Cát và thủ phủ Tân Cương, Ürümqi. Ở một mức độ nào đó, sự phân bổ này có thể gắn liền với lịch sử của bộ tộc Torgut, một trong bốn thành viên quan trọng của liên minh thị tộc "Dörben Oirat".